# Myospila flavicauda
Myospila flavicauda este o specie de muște din genul Myospila, familia Muscidae, descrisă de Wei în anul 1991. Conform Catalogue of Life specia Myospila flavicauda nu are subspecii cunoscute.